# Liste von Kunstwerken im öffentlichen Raum in Bochum
Die Liste von Kunstwerken im öffentlichen Raum in Bochum gibt einen Überblick über Kunst im öffentlichen Raum, unter anderem Skulpturen, Plastiken, Landmarken und andere Kunstwerke in Bochum. Es besteht kein Anspruch auf Vollständigkeit.

## Öffentliche Kunst in Bochum
In Bochum gibt es annähernd 700 Kunstwerke im öffentlichen Raum. Das vielleicht älteste Kunstwerk ist das Jahn-Denkmal von 1884 im Bochumer Stadtpark. Neben den üblichen Denkmälern, Statuen und Glasfenster gab es in Bochum schon in den 1970er gezielte Aktionen den öffentlichen Raum zu verändern. So wurden in der Aktion Schöneres Bochum etliche der Hochbunker im Stadtgebiet bemalt. Bei dem 1. Bochumer Symposium Stadt und Bildhauerei 1979/80 wurden etliche Stahlplastiken im Stadtgebiet aufgestellt, zu dem die dreiteilige Stahlkollage von Ales Vesely im Stadtpark zu den bekannteren gehört. Mit dem Schlosspark Weitmar und den dazu gehörigen Kunstmuseen oder der Öffentlichen Kunst an der Ruhr-Universität gibt es in Bochum Orte mit einer geballten Sammlung öffentlicher Kunst. Als neuere Projekte sind die Kunstlichtore an den Eisenbahnbrücken in der Innenstadt oder die Murals im Rahmen des Wright Urban Art Festival zu nennen.
Mit dem Buch "Kunst auf Schritt und Tritt in Bochum" von Marina von Assel wurde 1992 ein Buch über rund 190 Kunstwerken im öffentlichen Raum veröffentlicht. In digitaler Form wird es bei dem Internet-Projekt Artibeau weiter geführt.

## Kunstwerke in Bochum
Bezirk 1 Mitte: Schwerpunkte Kunstwerke am Kunstmuseum und im Stadtpark Bochum, KunstLichtTore, Kunstwerke im Westpark
| Bezeichnung                                    | Standort                                                                                   | Koordinate                  | errichtet                           | Künstler                                                                           | Anmerkungen | Bild     |
| ---------------------------------------------- | ------------------------------------------------------------------------------------------ | --------------------------- | ----------------------------------- | ---------------------------------------------------------------------------------- | --- | -------- |
| Terminal                                       | Innenstadt, Kurt-Schumacher-Platz, Hauptbahnhof                                            | 51° 28′ 48″ N, 7° 13′ 26″ O | 1977/1979                           | Richard Serra                                                                      | Vier Corten-Stahlplatten, 12,5 m hoch | Terminal |
| Industriemosaik                                | Innenstadt, Berufsschule Ostring                                                           | 51° 28′ 49″ N, 7° 13′ 28″ O | 1954–55                             | Ignatius Geitel                                                                    | Mosaik |          |
| KunstLichtTore Tor 1                           | Innenstadt, Königsallee / Viktoriastraße, zwischen Schauspielhaus und Bermudadreieck       | 51° 28′ 30″ N, 7° 12′ 57″ O | 2003                                | Peter Brdenk, Jürgen LIT Fischer                                                   | Erste der KunstLichtTore, eingeweiht am 1. Oktober 2003. Künstlerisch orientierte Lichtprojekte im öffentlichen Raum                                 |          |
| KunstLichtTore Tor 2                           | Innenstadt, Maximilian-Kolbe-Straße, zwischen Marienkirche und Springerplatz               | 51° 28′ 39″ N, 7° 12′ 47″ O | 2011/2015                           | Initiative City in Action, Bewohner des Stadtteils Griesenbruch                    | Künstlerisch orientierte Lichtprojekte im öffentlichen Raum                                                                                          |          |
| KunstLichtTore Tor 3                           | Innenstadt, Rottstraße, Nähe Westring                                                      | 51° 28′ 45″ N, 7° 12′ 47″ O | 2013                                | Dirk Altenfeld, Axel Hummert                                                       | Künstlerisch orientierte Lichtprojekte im öffentlichen Raum                                                                                          |          |
| KunstLichtTore Tor 4                           | Innenstadt, Alleestraße, Nähe Westring                                                     | 51° 28′ 45″ N, 7° 12′ 47″ O | 2015                                | Peter Brdenk, Jürgen LIT Fischer                                                   | Künstlerisch orientierte Lichtprojekte im öffentlichen Raum                                                                                          |          |
| KunstLichtTore Tor 8                           | Innenstadt, Herner Straße, Nähe Bergbaumuseum                                              | 51° 29′ 19″ N, 7° 12′ 50″ O | 2010                                | Claudia Wissmann                                                                   | Künstlerisch orientierte Lichtprojekte im öffentlichen Raum                                                                                          |          |
| KunstLichtTore Tor 9                           | Innenstadt, Schillerstraße/Nordring, Nähe Bergbaumuseum                                    | 51° 29′ 16″ N, 7° 12′ 58″ O | 2012                                | Rainer Gottemeier                                                                  | Künstlerisch orientierte Lichtprojekte im öffentlichen Raum                                                                                          |          |
| KunstLichtTore Tor 11                          | Innenstadt, Kortumstraße/Nordring, Nähe Kunstmuseum                                        | 51° 29′ 7″ N, 7° 13′ 10″ O  | 2005                                | Peter Brdenk, Jürgen LIT Fischer                                                   | Künstlerisch orientierte Lichtprojekte im öffentlichen Raum                                                                                          |          |
| KunstLichtTore Tor 12                          | Innenstadt, Bergstraße/Nordring, Nähe Augusta-Krankenhaus                                  | 51° 29′ 3″ N, 7° 13′ 16″ O  | 2010                                | Norbert Radermacher                                                                | Künstlerisch orientierte Lichtprojekte im öffentlichen Raum                                                                                          |          |
| Weltkarten                                     | Innenstadt, Bergstraße, Ecke Nordring                                                      | 51° 29′ 3″ N, 7° 13′ 16″ O  | 1991                                | Norbert Radermacher                                                                | Zwei „versteckte“ Weltkarten an einer Eisenbahnbrücke, die erst bei Dunkelheit durch eine Straßenlaterne sichtbar werden. Teil des Kunstlichttor 12. |          |
| KunstLichtTore Tor 13                          | Innenstadt, Castroper Straße/Nord- und Ostring                                             | 51° 29′ 1″ N, 7° 13′ 21″ O  | 2006                                | Arend und Ute Zwicker                                                              | Künstlerisch orientierte Lichtprojekte im öffentlichen Raum                                                                                          |          |
| KunstLichtTore Tor 14                          | Innenstadt, Wittener Straße, zwischen Hauptbahnhof und Hauptpost                           | 51° 28′ 46″ N, 7° 13′ 30″ O | 2009                                | Jürgen Meier                                                                       | Künstlerisch orientierte Lichtprojekte im öffentlichen Raum                                                                                          |          |
| KunstLichtTore Tor 15                          | Innenstadt, Universitätsstraße, Nähe Hauptbahnhof                                          | 51° 28′ 41″ N, 7° 13′ 20″ O | 2014                                | Christoph Hildebrand                                                               | Künstlerisch orientierte Lichtprojekte im öffentlichen Raum                                                                                          |          |
| Entfaltung der Stadt                           | Innenstadt, Boulevard/Massenbergstraße/Schützenbahn                                        | 51° 28′ 51″ N, 7° 13′ 12″ O | 1996–1999                           | Karl-Henning Seemann                                                               | Bronze |          |
| Kuhhirte                                       | Innenstadt, Bongardstraße 29                                                               | 51° 28′ 55″ N, 7° 13′ 11″ O | Original: 1908 Nachbildung: 1961/62 | Original: August Schmiemann Nachbildung: Walter Kruse                              | Bronze |          |
| La Bataille                                    | Innenstadt, Kunstmuseum Bochum, Kortumstraße 147                                           | 51° 29′ 14″ N, 7° 13′ 17″ O | 1961                                | Jacques Charles Delahaye                                                           | Bronzerelief |          |
| Sieben Stahlstelen                             | Innenstadt, Colosseum am Westpark, ehemaliges Krupp-Gelände „Bochumer Verein“, Alleestraße | 51° 28′ 45″ N, 7° 11′ 55″ O | 1985–1990                           | Friedrich Gräsel                                                                   | Stahl, lackiert |          |
| Wandbild                                       | Innenstadt, Torhaus 5, Alleestraße 144                                                     | 51° 28′ 42″ N, 7° 11′ 55″ O | 2000                                | Abel Morejon-Gala, Miguel Salvo Reyes, Paul Mangen, Jürgen Chill, Henning Dahlhaus | Wandbild für das Projekt Mural Global |          |
| Platzgestaltung                                | Innenstadt, Gustav-Heinemann-Platz                                                         | 51° 28′ 58″ N, 7° 12′ 51″ O | 1983                                | Erich Reusch                                                                       | |          |
| Granit Bleu de Vire                            | Innenstadt, Kunstmuseum Bochum, Kortumstraße 147                                           | 51° 29′ 14″ N, 7° 13′ 16″ O | 1988                                | Ulrich Rückriem                                                                    | Granit |          |
| 5 Bildhauer                                    | Innenstadt, Kunstmuseum Bochum, Kortumstraße 147                                           | 51° 29′ 12″ N, 7° 13′ 14″ O | 2006 / 2012 / 2014                  | Johannes Brus                                                                      | Gips / Beton / Bronze |          |
| Iron Report                                    | Innenstadt, Stadtpark Bochum, Kurfürstenstraße                                             | 51° 29′ 15″ N, 7° 13′ 34″ O | 1979/1980                           | Aleš Veselý                                                                        | Stahl und Teile aus der Stahlproduktion |          |
| La Grande Ruota Ferro Spezzato (Das große Rad) | Innenstadt, Stadtpark Bochum, gegenüber dem Kunstmuseum Bergstraße                         | 51° 29′ 15″ N, 7° 13′ 19″ O | 2000                                | Giuseppe Spagnulo                                                                  | Eisen, Gewicht 52 Tonnen |          |
| Base Metals II                                 | Innenstadt, Europaplatz vor dem Bergbaumuseum                                              | 51° 29′ 20″ N, 7° 12′ 56″ O | 1990                                | Ovis Wende                                                                         | Kinetische Klangskulptur aus Aluminium, Kupfer und Stahl                                                                                             |          |
| Tana Schanzara                                 | Ehrenfeld, Tana-Schanzara-Platz                                                            | 51° 28′ 24″ N, 7° 13′ 0″ O  | 2012                                | Karl Ulrich Nuss                                                                   | [ 15 ] [ 16 ] |          |
| Bergmänner                                     | Ehrenfeld, Pieperstraße 14–28                                                              | 51° 28′ 13″ N, 7° 12′ 53″ O | 1950–51/1952                        | Erich Schmidtbochum                                                                | Bronze |          |
| Mahnmal Niobe als Bild der Trauer und Anklage  | Altenbochum, Hauptfriedhof Freigrafendamm, Hauptplatz                                      | 51° 28′ 36″ N, 7° 15′ 0″ O  | 1954                                | Ignatius Geitel                                                                    | Mosaik aus 40.000 Steinchen | Niobe    |
| Kugelbrunnen                                   | Innenstadt, Dr. Ruer-Platz                                                                 | 51° 28′ 52″ N, 7° 13′ 7″ O  | 1987                                | Jan Bormann                                                                        | Granit |          |
| Denkmal für Josef Hermann Dufhues              | Innenstadt, Stadtpark                                                                      | 51° 29′ 19″ N, 7° 13′ 27″ O | 1998                                | Jan Bormann                                                                        | Granit, Bronze |          |

Bezirk 2 Wattenscheid:
| Bezeichnung                | Standort                                        | Koordinate                  | errichtet   | Künstler                     | Anmerkungen | Bild |
| -------------------------- | ----------------------------------------------- | --------------------------- | ----------- | ---------------------------- | --- | ---- |
| Stahlskulptur (ohne Titel) | Verkehrsinsel Am Thie, Am Thie 27               | 51° 27′ 26″ N, 7° 10′ 33″ O | 1979/1980   | Abraham David Christian      | Stahl. Das Kunstwerk ist nicht mehr vor Ort |      |
| Bergbaudenkmal             | Centrumplatz, Bochumer Straße / Dickebankstraße | 51° 28′ 48″ N, 7° 9′ 38″ O  | 1973        | Artur Cremer, Günter Bolesta | Bronze, zum Andenken an den Bergbau in Wattenscheid, in der Nähe der Zeche Centrum errichtet. Die Kosten für das Denkmal betrugen 37.000 DM und wurden weitestgehend durch Spenden finanziert. Die Plastik ist 640 kg schwer und 3,50 Meter hoch. |      |
| Gänsereiterdenkmal Höntrop | Wattenscheider Hellweg / Höntroper Straße       | 51° 27′ 49″ N, 7° 9′ 7″ O   | 1938 / 1994 | Gerd Prinz                   | Bronze |      |
| Mural                      | Bahnhofstraße                                   | 51° 28′ 30″ N, 7° 8′ 26″ O  |             |                              | |      |

Bezirk 3 Nord:
| Bezeichnung                | Standort              | Koordinate                  | errichtet | Künstler                                                  | Anmerkungen                                                                     | Bild |
| -------------------------- | --------------------- | --------------------------- | --------- | --------------------------------------------------------- | ------------------------------------------------------------------------------- | ---- |
| Wandbild                   | Castroper Hellweg 414 | 51° 31′ 8″ N, 7° 16′ 31″ O  | 2016      | Abel Morejón Galá, Henning Dahlhaus, Rafael Campaña Ochoa | Wandbild als Teil der Kampagne „Weltbaustellen NRW“ des „Eine Welt Netzes NRW“. |      |
| Geometrische Durchdringung | Am Einkaufszentrum    | 51° 29′ 43″ N, 7° 17′ 20″ O | 1990      | Heiderose Kemper                                          |                                                                                 |      |
| Über(n) Ort                | Halde Lothringen      | 51° 31′ 10″ N, 7° 17′ 35″ O | 2003      | Kirsten Kaiser                                            |                                                                                 |      |

Bezirk 4 Ost:
| Bezeichnung   | Standort                 | Koordinate                  | errichtet | Künstler     | Anmerkungen                                                        | Bild |
| ------------- | ------------------------ | --------------------------- | --------- | ------------ | ------------------------------------------------------------------ | ---- |
| Atmende Säule | Carl-von-Ossietzky-Platz | 51° 28′ 13″ N, 7° 18′ 55″ O | 1979      | Roman Signer | Zwei ineinander gelagerte Stahlblechrohre, schwarzes Auffangbecken |      |

Bezirk 5 Süd: Schwerpunkt Ruhr-Universität, Kunst am Bau
| Bezeichnung                                                     | Standort                                        | Koordinate                  | errichtet | Künstler            | Anmerkungen                                                                   | Bild |
| --------------------------------------------------------------- | ----------------------------------------------- | --------------------------- | --------- | ------------------- | ----------------------------------------------------------------------------- | ---- |
| Gemeinsam                                                       | Kemnader See, Hafen Heveney, Blumenau 7         | 51° 26′ 15″ N, 7° 16′ 53″ O | 2000      | Heinrich Brockmeier | Stahl, Skulpturengruppe aus 16 Teilen                                         |      |
| Neonschriftzüge an der Ruhr-Uni Bochum                          | Ruhr-Universität Bochum, Universitätsstraße 150 |                             | 2003+2005 | Mischa Kuball       | Kunstsammlungen der Ruhr-Universität Bochum und Universitätsbibliothek Bochum |      |
| Two Open Rectangles Excentric Triangular Section, Variation VII | Ruhr-Universität, Universitätsstraße 150        |                             | 1977      | George Rickey       | Kinetische Skulptur                                                           |      |

Bezirk 6 Südwest: Schwerpunkt Schlosspark Haus Weitmar
| Bezeichnung                             | Standort                                                     | Koordinate                  | errichtet | Künstler          | Anmerkungen                                             | Bild |
| --------------------------------------- | ------------------------------------------------------------ | --------------------------- | --------- | ----------------- | ------------------------------------------------------- | ---- |
| Concrete Erection                       | Schlosspark Haus Weitmar, Hattinger Straße                   | 51° 26′ 50″ N, 7° 11′ 31″ O | 2010      | François Morellet | Betonskulptur aus vier Teilen                           |      |
| Ferro Spezzato – Diagonale              | Schlosspark Haus Weitmar, Hattinger Straße                   |                             | 1977      | Giuseppe Spagnulo | 210 × 33,5 × 12 cm                                      |      |
| Blocco-Cubo                             | Schlosspark Haus Weitmar, Hattinger Straße                   |                             | 1992      | Giuseppe Spagnulo | Eisenwürfel diagonal aufgeschnitten, 113 × 113 × 113 cm |      |
| Metrical Construction Nummer VIII       | Schlosspark Haus Weitmar, Hattinger Straße                   | 51° 26′ 50″ N, 7° 11′ 22″ O | 1979      | David Rabinowitch | Stahl 15 × 620 × 460 cm                                 |      |
| Relatum with Four Stones and Four Irons | Schlosspark Haus Weitmar, Hattinger Straße                   |                             | 1978      | Lee Ufan          | Findlinge, Metall                                       |      |
| O.I.C. (Oh, I see)                      | Schlosspark Haus Weitmar, Hattinger Straße, Sylvesterkapelle |                             | 2012      | Richard Serra     | Metall                                                  |      |